# Reserva Natural Xieti
La Reserva Natural Xieti es un área protegida privada de Colombia, ubicada al centro-oriente del país, sobre la cordillera oriental. El área protegida se encuentra a 10 km al oriente del municipio de Tota, en jurisdicción de este mismo municipio en la provincia de Sugamuxi del departamento de Boyacá.
Se sitúa en la cuenca del lago de Tota, región geográfica del Complejo de Páramos Tota-Bijagual-Mamapacha que comprende ecorregiones de bosque altoandino y páramo andino. Limita al oriente con la bahía de Guáquira, integrante de la Ensenada del Oso al costado centro-occidental del lago.
Es un área pequeña en extensión, cuenta con una superficie total de 3,2 ha. La reserva natural, que es propiedad particular y está administrada bajo comodato por la Fundación Montecito, fue creada en 2014 y legalmente establecida como área OMEC (Otras Medidas Efectivas de Conservación, basadas en áreas) al interior de Protected Planet en 2022 (1 de agosto). Es la primera de su tipo como área privada OMEC en la cuenca del lago de Tota y Boyacá. En Colombia, la gestión de las áreas OMEC está a cargo del Ministerio de Ambiente, directamente.

## Zonificación y manejo
La Reserva Natural Xieti estableció una versión simplificada de su zonificación y plan de manejo a 5 años (2022 - 2027), esto a propósito de su aceptación como nueva área OMEC para Colombia.
Este ordenamiento incluye dos áreas principales, donde se plantea coexistencia de zonificaciones: Conservación (relicto robledal, ronda litoral e individuos nativos dispersos), restauración activa (en dos grupos: 286 y 59 parcelas de 10x10 m2), senderos ecológicos (avistamiento, monitoreo), uso intensivo (vivienda, oficina, taller de arte y educación, centro, vivero, apiario), infraestructura (vías, parqueo, muelle, depósito), amortiguación y área piloto para réplica en entorno. Todo ello, disponible en texto y mapas.

## Biodiversidad
Dentro de esta área se trabaja paulatinamente en el registro de su biodiversidad, con ayuda de voluntariado y pasantías, y el apoyo profesional de especialistas. En su sitio web puede consultarse su biodiversidad. Su registro completo hasta el momento, comprende anfibios, arácnidos, aves, crustáceos, fungi, gasterópodos, insectos, mamíferos y platelmintos. 

### Fauna
Al margen de otros grupos de fauna que integran la biodiversidad de esta reserva, destaca el registro de 43 especies de aves, dentro de las cuales se encuentra el Cucarachero de Apolinar, especie en peligro incluida en la Lista Roja de la UICN y en el Libro Rojo de las Aves de Colombia (2017) como especie en peligro crítico de extinción. El Cucarachero de Apolinar tiene en el lago de Tota uno de sus principales refugios, pero su restringido hábitat lacustre (que corresponde a los juncales de su ronda litoral) sufre numerosos impactos y amenazas.

#### Conservación
La protección y conservación del Cucarachero de Apolinar y su hábitat son una prioridad al interior de la Reserva Natural Xieti, asimismo su apoyo para esa conservación en toda la cuenca del lago de Tota. 
Para ello, la reserva desarrolla un proceso propio de restauración ecológica, posee un apiario como medio de refuerzo a la polinización de su bosque y el entorno, y proporciona respaldo a labores de investigación y educación ambiental para esta especie y las aves en general, esto incluye una articulación significativa con la escuela rural de la vereda donde está la reserva (Guáquira) por medio de un proyecto específico que fomenta en estos niños su condición de Guardianes del Cucarachero de Apolinar.

### Flora
La vegetación al interior de la Reserva Natural Xieti está por ser identificada y registrada. Destaca la valiosa presencia del roble colombiano o roble andino (Quercus humboldtii), del cual la reserva en su interior tiene 40 individuos adultos y se adelanta un proceso interno de reproducción de la especie en vivero, al tiempo con repoblamiento de la misma como parte del programa de restauración ecológica que allí se desarrolla. Al interior del vivero de esta reserva o Vivero Xieti se mantiene un proceso de reproducción con diversas especies, entre las cuales destaca el cedro nogal o cedro negro (Juglans neotropica).

## Filtro Verde
En la Reserva Natural Xieti se implementó en el año 2020 un Filtro Verde como sistema de filtrado y tratamiento a las aguas residuales domésticas, para la casa de huéspedes. El sistema se compone de dos partes principales: (i) Un pozo séptico de tres cámaras, receptor inicial de las aguas servidas, y (ii) un humedal artificial o filtro biológico (plantas acuáticas flotantes, en estanques alargados por donde pasa lentamente el agua que proviene del pozo séptico, para su proceso de filtrado). En este humedal construido, el sistema radicular de las plantas acuáticas en los estanques, retiene y absorbe los nutrientes, y así se filtra el agua. Es un ejemplo sencillo y económico de tratamiento a las aguas residuales domésticas, replicable en otras casas o fincas, e incluso comunidades. Pueden conocerse detalles en el sitio web de la reserva.
Este es el segundo Filtro Verde existente en la cuenca del lago de Tota. El primero fue construido en la vereda Llano de Alarcón de Cuítiva, sirve a una población de 50 familias (aproximadamente) y fue implementado en 2015 como parte de un proyecto de cooperación internacional canalizado a través de la organización Global Nature Fund, de Alemania, en articulación con la red Living Lakes Network de la cual es miembro el lago de Tota, proyecto que facilitó la implementación de otros sistemas similares en Colombia.

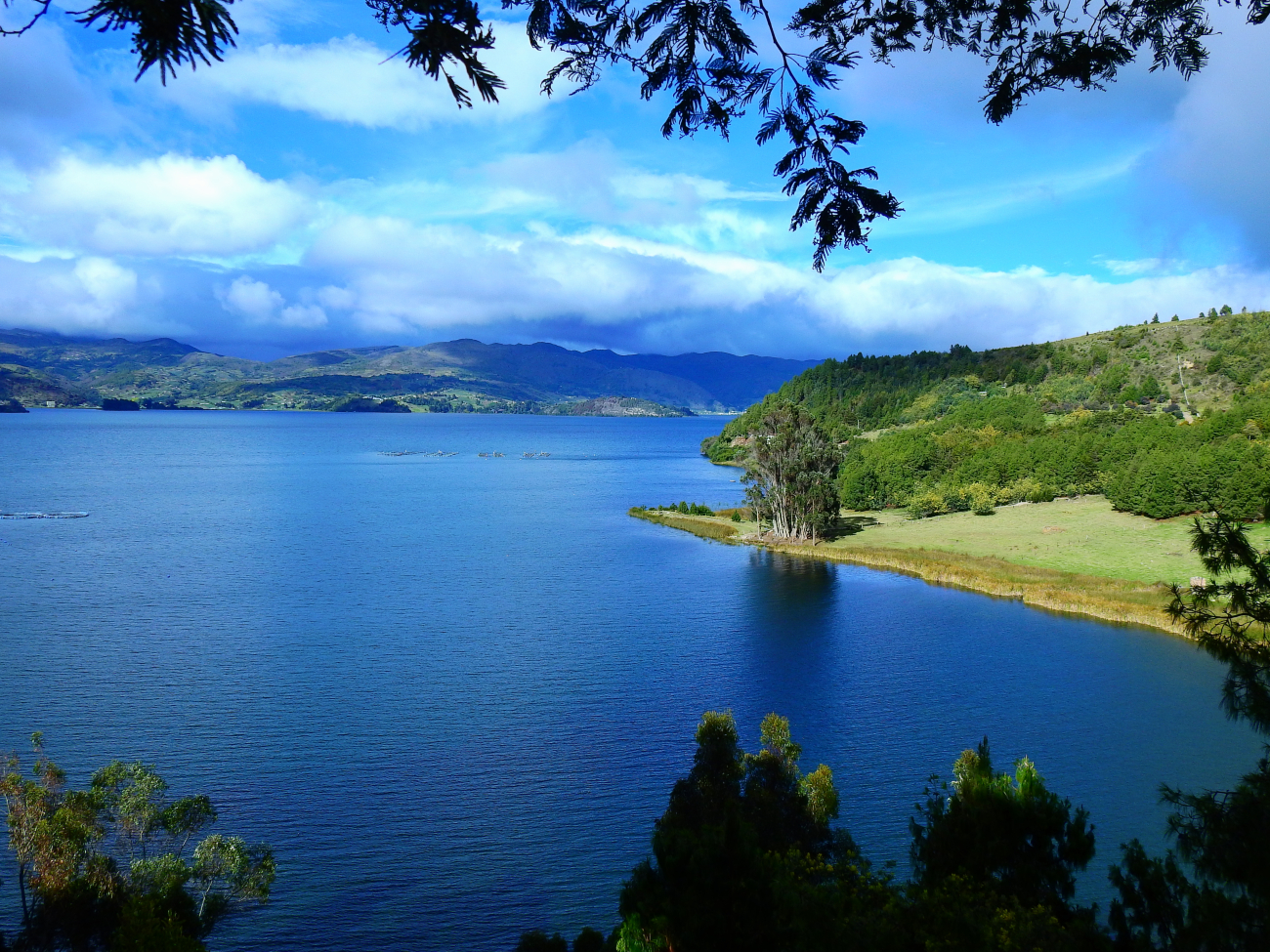
Ensenada de Guáquira, lago de Tota, desde la Reserva Natural Xieti.

## Servicios
Los servicios al interior de la Reserva Natural Xieti están dirigidos al fomento de la educación ambiental y la cultura de humedales, como parte del programa Centro de Humedales ABC Tota. Las actividades posibles incluyen senderismo interno, avistamiento de aves, talleres diversos, labores restaurativas (siembra de árboles, viverismo, jardinería), voluntariado, pasantías e investigación (fauna, flora, agua y saneamiento), alojamiento (casa de huéspedes), recorrido en canoa; entre otras, asimismo posibilidades de intercambio cultural con comunidad local, a través de su gastronomía o labores cotidianas rurales.

### Visitas
Las visitas a la Reserva Natural Xieti actualmente requieren cita o coordinación previa, para ello debe contactarse con la administración a través de su sitio web.

### Taller Xieti
Inaugurado en junio de 2025, el Taller Xieti se presenta como un espacio que une arte, naturaleza y educación ambiental para educar con el ejemplo y despertar en niños y adultos empatía y compromiso con nuestro entorno.

### Festival El Muyso
El Festival El Muyso, asociado a la figura mítica del Muyso Akyqake o Monstruo del lago de Tota, es un festival anual de cultura ambiental que se celebra en el lago de Tota desde el año 2020, cuyo objetivo es aumentar la conciencia local y el orgullo de la comunidad por este lago. Desde el año 2021, la Reserva Natural Xieti es la sede de este evento.